# Кошекбаев, Смагул
Смагул Кошекбаев (23 декабря 1904, Ботаканский сельский совет, Тенизский район Атырауской области — 18 апреля 1945, Торн, Германия) — казахский композитор, домбрист.

## Биография
Работал учителем в сельской школе. В 1932 году окончил учительские курсы в Кызылорде. В 1936 году призёр республиканского смотра художественной самодеятельности. Был приглашен на работу в Казахскую филармонию. В 1940 году окончил курсы композиторов при Московской консерватории. Организовал оркестры народных инструментов при Шымкентском (1939), Ащысайском (1941) свинцовом заводах. Кошекбаев — автор песен и романсов «Ботагоз», «Лето», «Майский цветок», «Летний вечер», «Песня о партии», «Мы вернемся» и др. Совместно с Е. Г. Брусиловским записал на ноты запись произведения Курмангазы «Завтра ухожу», «Лаупткен», «Повестка».
Участник Великой Отечественной войны. Был награждён орденами Красного Знамени, Отечественной войны 2-й степени, Красной Звезды и медалями.